# Maggie Tallerman
Maggie Tallerman (ur. 1957) – brytyjska językoznawczyni. Do jej zainteresowań naukowych należą: celtologia, ewolucja językowa, typologia języków, morfologia oraz morfosyntaktyka. Jest specjalistką z zakresu ewolucji językowej i składni walijskiej.
W 1979 r. uzyskała bakalaureat z zakresu językoznawstwa na University of Hull. Doktoryzowała się w 1987 r. na podstawie pracy Mutation and the syntactic structure of Modern Colloquial Welsh. W latach 1983–2004 była zatrudniona na Durham University. Obecnie (2020) piastuje stanowisko profesora na Uniwersytecie w Newcastle.
Należy do londyńskiego Towarzystwa Filologicznego, Amerykańskiego Towarzystwa Lingwistycznego, EVOLANG oraz Towarzystwa Lingwistycznego Wielkiej Brytanii.

## Wybrana twórczość
- VSO word order and consonantal mutation in Welsh (współautorstwo, 1990)
- The Syntax of Welsh (2007)
- Understanding Syntax (2015)